# Emmaus Nikopolis
Koordinaten: 31° 50′ 21,5″ N, 34° 59′ 22″ O

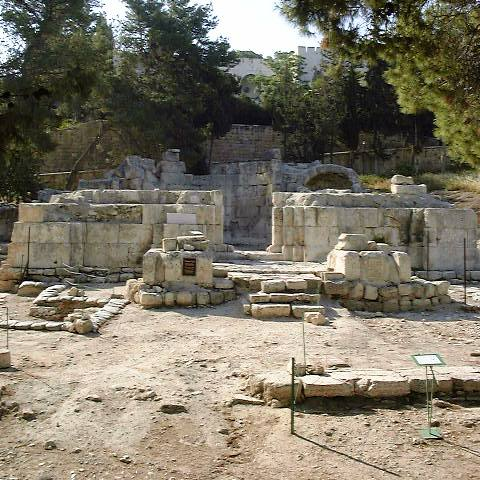
Ruine der Kreuzfahrerkirche über den Resten der byzantinischen Basilika von Emmaus Nikopolis

Emmaus (Nicopolis, Nikopolis, Amwas, Imwas) ist ein Ort in Palästina (vom 3. bis 7. Jahrhundert n. Chr. eine Stadt), der ca. 30 km westlich von Jerusalem liegt, an der Grenze zwischen den Bergen von Judäa und dem Tal des Ajalon. Der israelisch kontrollierte Ort liegt im Westjordanland.
Ganz in der Nähe von Emmaus teilt sich die Straße von Jaffa nach Jerusalem in die Nordroute (über Bet Horon) und die Südroute (über Kirjat-Jearim). Im Jahre 1967 wurde das arabische Dorf Amwas im Sechstagekrieg vollkommen zerstört. Heute findet sich Emmaus an der Kreuzung von Latrun zwischen Jerusalem und Tel Aviv, 20 Minuten vom internationalen Flughafen Ben Gurion entfernt, und ist für Besucher offen.

## Geographische Lage und Name
Die geographische Lage von Emmaus wird im Jerusalemer Talmud beschrieben, im Traktat Sheviʿit 9,2:
„Das Gebiet von Bet-Horon bis zum Meer zählt als eine Landschaft.“ Eine Landschaft, keine verschiedenen Regionen? Rabbi Johanan sagte: „Auch dort gibt es Gebirge, Niederung und Tal. Von Bet-Horon bis Emmaus ist das Gebirge, von Emmaus bis nach Lod ist die Niederung, von Lod bis zum Meer ist das Tal.“
Es gibt auch zwei Landkarten aus der Römerzeit, die die Lage von Emmaus bezeugen: die Tabula Peutingeriana, gemäß der sich Emmaus ca. 19 Meilen (28 km) westlich von Jerusalem befindet, und die Geographike Hyphegesis von Ptolemäus, die als Entfernung von Jerusalem 20 Meilen (29,5 km) angibt. Diese Angaben werden von alten christlichen Zeugen bestätigt: Eusebius von Caesarea, der anonyme Pilger von Bordeaux, Hieronymus (Brief 108) und andere, und ebenso von einigen Manuskripten und alten Handschriften des Lukasevangeliums (z. B. vom Codex Sinaiticus), die 160 Stadien als Entfernung zwischen Jerusalem und Emmaus angeben.
Der Name „Emmaus“ kommt sehr wahrscheinlich vom hebräischen Wort „Hammat“ (חמת) oder „Hamta“(חמתא) und bedeutet so viel wie „heiße Quellen“. Dieser Name wurde wahrscheinlich im Laufe des 2. Jh. v. Chr. hellenisiert und kann in der alten jüdischen Literatur unter verschiedenen Formen gefunden werden: Ammaus, Ammaum, Emmaous, Emmaum, Maous, Amous, Άμμαούμ, Άμμαούς, Έμμαούμ, Έμμαούς, אמאוס, אמאום, עמאוס, עמאום, עמוס, מאום, אמהום, …

## Geschichte

### Hellenismus
Aufgrund seiner strategisch günstigen Lage spielte Emmaus im Laufe seiner Geschichte immer wieder eine wichtige administrative, militärische und wirtschaftliche Rolle. Die erste Erwähnung von Emmaus findet sich im 1. Buch der Makkabäer, Kapitel 3–4, im Kontext des Krieges von Judas Makkabäus gegen die Griechen. (2. Jahrhundert v. Chr.)

### Hasmonäische Zeit
In hasmonäischer Zeit erlangte Emmaus eine vorherrschende Stellung im Bereich des Tales von Ajalon und erhielt den Status eines regionalen Verwaltungszentrums (Zentrum einer „Toparchie“). Flavius Josephus erwähnt Emmaus in seinen Schriften mehrere Male (Jüdischer Krieg 2, 4, 3 ; 2, 20, 4 ; 3, 3, 5 ; 4, 8, 1 ; 5, 1, 6; Jüdische Altertümer 14, 11, 2 ; 14, 15, 7 ; 17, 10, 7-9). Er spricht unter anderem auch von der Zerstörung von Emmaus im Jahre 4 v. Chr. Nach der Verwüstung durch die Römer wurde Emmaus zu einem kleinen Ort, der im Lukasevangelium erwähnt wird:
„Am gleichen Tag waren zwei von den Jüngern auf dem Weg in ein Dorf namens Emmaus, das (einhundert und) sechzig Stadien von Jerusalem entfernt ist. Sie sprachen miteinander über all das, was sich ereignet hatte. Während sie redeten und ihre Gedanken austauschten, kam Jesus hinzu und ging mit ihnen. Doch sie waren wie mit Blindheit geschlagen, sodass sie ihn nicht erkannten… So erreichten sie das Dorf, zu dem sie unterwegs waren. Jesus tat, als wolle er weitergehen, aber sie drängten ihn und sagten: Bleib doch bei uns; denn es wird bald Abend, der Tag hat sich schon geneigt. Da ging er mit hinein, um bei ihnen zu bleiben. Und als er mit ihnen bei Tisch war, nahm er das Brot, sprach den Lobpreis, brach das Brot und gab es ihnen. Da gingen ihnen die Augen auf und sie erkannten ihn; dann sahen sie ihn nicht mehr.“ (Luk 24, 13-16, 28-31)

### Bar-Kochba-Aufstand bis Spätantike
Nach der Niederschlagung des Bar-Kochba-Aufstands in der ersten Hälfte des 2. Jahrhunderts n. Chr. wurde Emmaus von Römern und Samaritern besiedelt. Im frühen 3. Jahrhundert n. Chr. lebte und wirkte Julius Africanus in Emmaus, ein gelehrter christlicher Schriftsteller römischer Herkunft. Den spätantiken Historikern gemäß (Eusebius von Cäsarea, Hieronymus, Philipp von Side und andere) war Julius Africanus der Kopf einer Delegation von Ortsansässigen, die den römischen Kaiser Elagabal baten, Emmaus in den Status einer Stadt (polis) zu erheben. Der Kaiser gab Emmaus den Status einer polis und den neuen Namen Nicopolis, den Emmaus in der späten Römerzeit und während der gesamten byzantinischen Zeit getragen hat. Eusebius von Cäsarea schrieb: „Emmaus, aus dem Kleopas stammte, der im Lukasevangelium erwähnt wird, ist heute Nicopolis, eine berühmte Stadt in Palästina.“

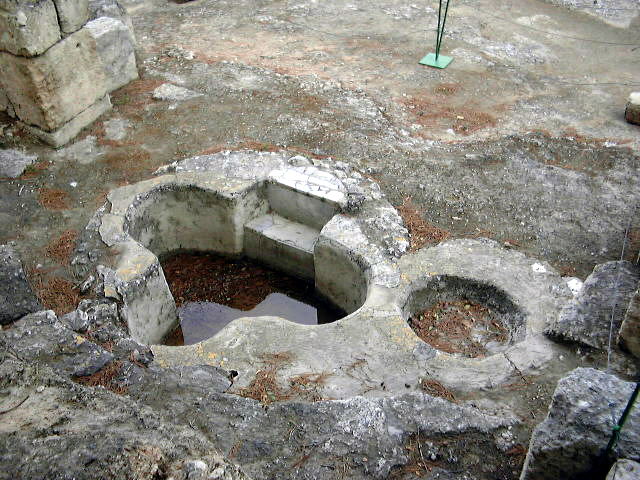
Byzantinisches Baptisterium in Emmaus Nikopolis

### Byzantinische Zeit und islamische Expansion
In byzantinischer Zeit entwickelte sich Emmaus zu einer bedeutenden Stadt mit einem Bischofssitz. An der Stelle, wo die tradition die begegnung mit dem auferstandenen Christus lokalisierte, wurde ein großer Kirchenkomplex errichtet, der zahlreiche Pilger aufnehmen konnte und dessen Ruinen bis heute erhalten sind. Mit der Ankunft der muslimischen Eroberer im 7. Jahrhundert n. Chr. bekam Emmaus wieder seinen alten semitischen Namen, auf Arabisch: „Amwas“, „Imwas“, aber es verlor seine Bedeutung als regionales Zentrum.

### Mittelalter und Kreuzzüge
In der Zeit der Kreuzzüge blühte die christliche Präsenz in Emmaus noch einmal auf und die byzantinische Kirche wurde wieder aufgebaut. Gleichzeitig aber begannen die Pilger das Gedächtnis der Erscheinung des auferstandenen Christus auch an drei anderen Orten im Heiligen Land zu feiern: HaMotza (6 km westlich von Jerusalem), el-Kubeibeh (12 km nordwestlich von Jerusalem) und Abu Gosch (12 km westlich von Jerusalem).
Das arabische Dorf Amwas wurde in neuerer Zeit mit dem biblischen Ort Emmaus und der römisch-byzantinischen Stadt Nicopolis identifiziert: Edward Robinson (1838–1852), M.-V. Guérin (1868), Clermont-Ganneau (1874), J.-B. Guillemot (1880–1887). Nicht zuletzt wurde Emmaus bekannt durch eine lokale Heilige, die selige Marjam von Abellin (Marjam Bawardi), Nonne des Karmelitenklosters von Bethlehem, der Jesus selbst erschienen sein soll, um ihr zu offenbaren, dass Amwas das Emmaus des Evangeliums sei. Der Karmel von Bethlehem erwarb die heilige Stätte von Emmaus von den Moslems, Ausgrabungen wurden durchgeführt und die christliche Wallfahrt lebte wieder auf.

### Neuzeit
Im Jahre 1967 wurde das arabische Dorf im Zuge des Sechs-Tage-Krieges vollkommen zerstört.

## Archäologie

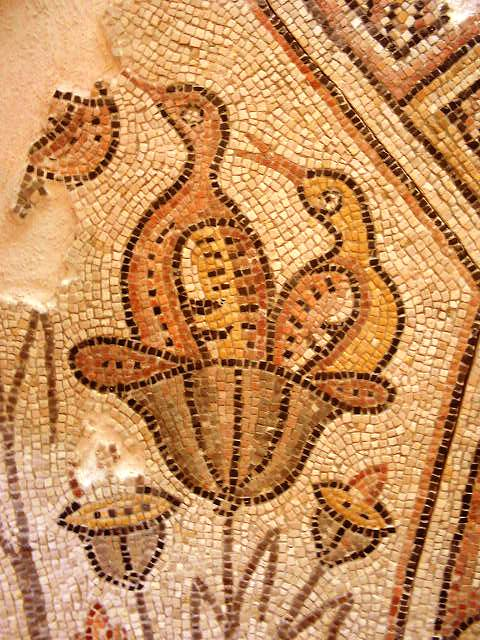
Mosaik aus byzantinischer Basilika von Emmaus Nikopolis

Im späten 19. Jh. wurde mit den ersten archäologischen Ausgrabungen begonnen, die bis heute fortgesetzt werden: Charles Clermont-Ganneau (1874), J.-B. Guillemot (1883–1887), die Dominikaner Louis-Hugues Vincent und Félix-Marie Abel, Yizhar Hirschfeld (1975), Mordechai Gichon (1978), M. Louhivuori, Michele Piccirillo, V. Michel, Karl-Heinz Fleckenstein (seit 1994). Im Zuge der Ausgrabungen im Bereich des heutigen „Kanadaparks“ („Ajalon“) wurden Ruinen der ehemaligen Befestigungsanlagen von Emmaus aus hasmonäischer Zeit entdeckt, ebenso wie jüdische Gräber aus dem 1. Jahrhundert n. Chr., ein römisches Badehaus aus dem 3. Jahrhundert n. Chr., eine hydraulische Anlage, Ölpressen und Gräber aus römisch-byzantinischer Zeit. Auf dem Gelände der heiligen Stätte von Emmaus wurden jüdische Gräber aus dem 1. Jahrhundert n. Chr., eine Ölpresse, römisch-byzantinische Gräber und viele Objekte aus römisch-byzantinischer Zeit (Öllampen, Geschirr, Schmuck) gefunden. Rund um Emmaus wurden auch zahlreiche hebräische, samaritanische, griechische und lateinische Inschriften auf Steinen gefunden.

## Gründe für die Identifizierung von Emmaus-Nikopolis mit dem Ort Emmaus des Lukasevangeliums
Der biblische Ort Emmaus wird im Lukasevangelium 24,13 erwähnt. Der Großteil der alten Manuskripte des Lukasevangeliums, die noch erhalten sind, geben für die Entfernung zwischen Jerusalem und Emmaus 60 Stadien an. Gleichzeitig aber gibt es Manuskripte, die von einer Entfernung von 160 Stadien sprechen: die unzialen Manuskripte א (Codex Sinaiticus), Θ, Ν, Κ, Π, 079, die minusculen Manuskripte 158, 175, 223, 237, 420, die alten Lektionare L844, L2211, alte Übersetzungen ins Latein, gewisse Manuskripte der Vetus Latina (z. B. Codex Sangermanensis), hochqualitative Manuskripte der Vulgata (inklusive der ältesten, Codex Fuldensis) in aramäischer (palästinensisches Evangeliar), georgischer und armenischer Sprache. Die Version von 60 Stadien wurde im 16. Jh. für die Herausgabe der gedruckten Bibel übernommen. Als Hauptargument gegen die Entfernung von 160 Stadien wird für gewöhnlich die Unmöglichkeit herangezogen, eine derartige Distanz an einem Tag zwei Mal zu bewältigen. Es muss unterdessen auch das Prinzip der Textinterpretation älterer Texte in Betracht gezogen werden: Lectio difficilior lectio verior – zur Bestimmung des Ursprungstextes die seltenere und schwerer erklärbare Variante als die wahrscheinlichere annehmen. Ältere Bibelkopisten neigten eher dazu, den Text dem Verständnis anzupassen als umgekehrt. Es muss auch noch angemerkt werden, dass die Erfahrung gezeigt hat, dass es tatsächlich durchaus möglich ist, die Fußstrecke von Jerusalem nach Emmaus und zurück an einem Tag zu bewältigen.
Die alten jüdischen Quellen (das 1. Buch der Makkabäer, Flavius Josephus, Talmud und Midrasch) kennen nur einen einzigen Ort mit dem Namen Emmaus in der Gegend von Jerusalem, nämlich das Emmaus im Ajalon-Tal. In der Geschichte des jüdischen Krieges (Bell. 4, 444–449) beschreibt Flavius Josephus, dass Vespasian die fünfte makedonische Legion in Emmaus aufgestellt hat. Dies konnte von Archäologen bestätigt werden, die in der Gegend von Emmaus Grabsteine von Soldaten dieser Legion fanden. Wir können also mit Sicherheit davon ausgehen, dass es im 1. Jahrhundert n. Chr. im Ajalon-Tal tatsächlich ein Emmaus gegeben hat und dass sich Flavius Josephus in seinen Schriften auf diesem Ort bezieht. Der Ort „Ha-Motza“, der 30 Stadien (4 Meilen) von Jerusalem entfernt liegt, wird in den mittelalterlichen Manuskripten der „Geschichte des jüdischen Krieges“ unter dem Namen „Ammaus“ erwähnt, was sehr wahrscheinlich von einem Irrtum der Bibelkopisten herrührt.
Die christliche Tradition (die Kirchenväter ebenso wie die Wallfahrer des Heiligen Landes in römisch-byzantinischer Zeit) hat Emmaus Nicopolis immer einmütig mit dem Emmaus des Lukasevangeliums identifiziert: Origenes, der hl. Eusebius von Cäsarea, der hl. Hieronymus, Hesychius von Jerusalem, Theophanus der Bekenner, Sozomenus, Theodosius, etc.
Emmaus-Nicopolis hat sich seinen Namen „Emmaus“ („Amwas“) durch die Jahrhunderte hindurch bewahrt, ebenso wie die christliche Tradition, diesen Ort als das Emmaus zu verehren, an dem Christus als der Auferstandene erschienen ist, die Jahrhunderte überlebt hat.